# Nycteribia bakeri
Nycteribia bakeri är en tvåvingeart som beskrevs av Scott 1932. Nycteribia bakeri ingår i släktet Nycteribia och familjen lusflugor.
Artens utbredningsområde är Vanuatu. Inga underarter finns listade i Catalogue of Life.